# Trichonyssodrys
Trichonyssodrys is een kevergeslacht uit de familie van de boktorren (Cerambycidae). De wetenschappelijke naam van het geslacht werd voor het eerst geldig gepubliceerd in 1957 door Gilmour.

## Soorten
Trichonyssodrys omvat de volgende soorten:
- Trichonyssodrys aureopilosus Monné, 1990
- Trichonyssodrys cinctus Delfino, 1981
- Trichonyssodrys maculata Gilmour, 1957
- Trichonyssodrys melasmus Delfino, 1981
- Trichonyssodrys nessimiani Monné M. L. & Monné M. A., 2012